# Fête du Saint Nom de Marie
La Fête du Saint Nom de Marie est une fête liturgique catholique latine qui fut établie par le pape Innocent XI en 1683.
Cette fête est vécue par le monde catholique comme un jour d'action de grâce en mémoire de la victoire de Jean Sobieski (roi de Pologne) et du duc Charles V de Lorraine sur les troupes de l'Empire ottoman le 12 septembre 1683. La fête était célébrée le dimanche pendant l'octave de la Nativité de Marie (8 septembre-15 septembre). Au début du xxe siècle, le pape Pie X la fixa au 12 septembre en l'anniversaire de la victoire. La fête fut supprimée du calendrier romain en 1970, mais elle fut rétablie en 2002, par le pape Jean-Paul II, lui-même d'origine polonaise. Elle est la fête patronale des Sociétés de Marie (Marianistes et Maristes).

## Histoire et signification
Lors de l'octave de la nativité de la Sainte Vierge, le roi de Pologne fit célébrer une messe « en l'honneur de la Mère de Dieu ». Vers la fin de la célébration du Saint-Sacrifice, il invoqua le nom de Marie, Reine du Ciel, puis lança ses troupes au combat devant la ville de Vienne, capitale de l'Autriche assiégée par les troupes turques. Soutenu militairement par le duc Charles V de Lorraine et l'Électeur Maximilien II Emmanuel de Bavière, le roi Jean III Sobieski était soutenu spirituellement par le capucin mystique et thaumaturge Marc d'Aviano, un proche de l'empereur Léopold Ier du Saint-Empire et de l'impératrice Éléonore de Neubourg qui appela sans cesse les vainqueurs à faire preuve d'humanité envers les vaincus.
Les Turcs, dirigés par le grand vizir Kara Mustapha, furent effrayés, prirent bientôt la fuite, évacuèrent l'Autriche et abandonnèrent aux Autrichiens les territoires situés en deçà des Carpathes et du Danube. L'Europe occidentale chrétienne conserva son intégrité et récupéra la Hongrie, la Transylvanie, la Slovénie et la Croatie. Cette victoire décisive contre les Turcs musulmans fut attribuée à une intercession de la Vierge. En France, bien que le roi Louis XIV, qui venait d'installer sa cour à Versailles, menât une politique impérialiste de « Réunions », n'ait pas dénoncé son alliance avec l'Empire ottoman et se soit abstenu de s'allier aux princes chrétiens, de jeunes gentilshommes et même des princes du sang avaient participé aux combats et un Te Deum fut chanté à Paris pour célébrer l’événement.  
Le nom de Marie a aussi une valeur religieuse particulière car il rappelle en même temps les prières de l'Angélus et du Magnificat. Les pères de l’Église, mais aussi Pierre de Blois, Bonaventure de Bagnorea, Bernard de Clairvaux, Ambroise de Milan et Henri Suso ont beaucoup médité sur le sens du nom de Marie. Différentes interprétations ont été proposées : Étoile de la mer, Souveraine, Protectrice. C'est cependant un trinitaire espagnol, Simon de Rojas, qui a composé le premier office liturgique du Doux Nom de Marie, qu'il soumit à l'approbation pontificale, le 5 juin 1622.

## Églises ou chapelles dédiées au Saint Nom de Marie
- Église Nome di Maria, Bornate, province de Verceil (Piémont).
- Église Nome di Maria[3], Castiglione d'Orcia, province de Sienne (Toscane).
- Église Nome di Maria, Savone (quartier de Legino), Ligurie.
- Église Santissimo Nome di Maria, à Rome.
- Église Santissimo Nome di Maria al Foro Traiano, à Rome.
- Église Saint Nom de Marie de Marieville, au Québec (Canada).
- Église Le-Saint-Nom-de-Marie[4] à Sainte-Marie (Québec).
- Église Saint-Nom-de-Marie de Sayabec, Province du Bas-Saint-Laurent, au Québec (Canada).
- Chapelle Saint Nom de Marie de la Cathédrale Notre-Dame du Havre, France.
- Église Saint-Nom-de-Marie à Gives (Huy) en Belgique 1875 [5]

## Autres lieux
- Pensionnat du Saint-Nom-de-Marie[6] à Montréal (arrondissement Outremont).
- Quartier Saint-Nom-de-Marie à Baie-Comeau (Québec) ; son parc[7].